# Abdallah Deeb
Abdallah Khaled Deeb Salim, meglio conosciuto come Abdallah Deeb (Amman, 10 marzo 1987), è un calciatore giordano di origine palestinese, attaccante dell'Al-Salt.

## Carriera

### Club
Insieme a Odai Al-Saify, è stato il primo calciatore giordano a giocare in Europa, con i belgi del Mechelen.

### Nazionale
Dopo le reti segnate contro Zambia e Spagna nel Mondiale Under-20 2007, ha accettato l'offerta di giocare nella nazionale maggiore. Ha esordito il 7 settembre 2007 a Muharraq, in un'amichevole contro il Bahrein vinta per 3-1.

## Palmarès

### Club

#### Competizioni nazionali
- Campionato della Giordania: 5

Al-Wehdat: 2005, 2007, 2011, 2014, 2015
- Coppa della Giordania: 2

Al-Wehdat: 2011, 2014

### Individuale
- Capocannoniere dei Giochi panarabi: 1

2011